# Dimorphocoris sauli
Dimorphocoris saulii Wagner, 1965 је врста стенице која припада фамилији Miridae.

## Распрострањење
Род Dimorphocoris је присутан на Палеарктику са 56 врста. Распрострањен је од Медитерана до централне Азије, као и у источној Африци. На Балканском полуострву насељава високопланинске ливаде Динарида, Родопских планина, планине Пинд и песковита приобална станишта неких медитеранска острва.
Dimorphocoris saulii  је до сада забележен на подручју Словеније, Црне Горе и Србије.

## Опис
Врсте из рода Dimorphocoris делимо на две групе "gracilis" и "lateralis". Основна карактеристика групе "gracilis"  јесте да су мужјаци дугокрили (макроптерни) а женке краткокриле (брахиптерне), док су код "lateralis" групе јединке оба пола краткокриле (брахиптерне). Врста D. saulii спада у  ""lateralis"  групу, значи оба пола су краткокрила. Врста има карактеристичну светло-смеђе или сиву боју тела, као и већина врста рода Dimorphocoris, тело је прекривено густим длакама. За тачну идентификацију неопходан је преглед гениталног апарата мужјака (парамера). Величина тела је око 3-3,5 mm. Врста је фитофагна и храни се на различитим врстама из породице трава (Poaceae).
Ова врста је ендем Балканског полуострва која има дисјунктан ареал као и већина врста овог рода.